# General Ignacio Zaragoza (Aguascalientes)
General Ignacio Zaragoza es una localidad del estado mexicano de Aguascalientes. Es parte del municipio de Jesús María.

## Toponimia
El nombre de la localidad rinde homenaje al general Ignacio Zaragoza, héroe de la batalla de Puebla.

## Demografía
| Gráfica de evolución demográfica |
|                                  |

| Censo | Población |
| ----- | --------- |
| 1970  | 1 264     |
| 1980  | 1 230     |
| 1990  | 1 372     |
| 2000  | 1 347     |
| 2010  | 1 630     |
| 2020  | 1 610     |